# Saint-Cyr-les-Champagnes
Saint-Cyr-les-Champagnes település Franciaországban, Dordogne megyében. Lakosainak száma 302 fő (2022. január 1.). Saint-Cyr-les-Champagnes Beyssenac, Concèze, Juillac, Saint-Mesmin és Payzac községekkel határos.

## Népesség
A település népessége az elmúlt években az alábbi módon változott:
| Lakosok száma | 457  | 339  | 313  | 276  | 278  | 257  | 244  | 236  | 258  | 302  |
|               | 1968 | 1982 | 1990 | 2006 | 2013 | 2015 | 2017 | 2019 | 2020 | 2022 |